# شيريدان مورلي
شيريدان مورلي (بالإنجليزية: Sheridan Morley)‏ هو كاتب سير وناقد سينمائي ومذيع أخبار بريطاني، ولد في 5 ديسمبر 1941 في أسكوت في المملكة المتحدة، وتوفي في 16 فبراير 2007 في لندن في المملكة المتحدة.

## وصلات خارجية
- شيريدان مورلي على موقع IMDb (الإنجليزية)
- شيريدان مورلي على موقع قاعدة بيانات الفيلم (الإنجليزية)